# Kloveniersburgwal

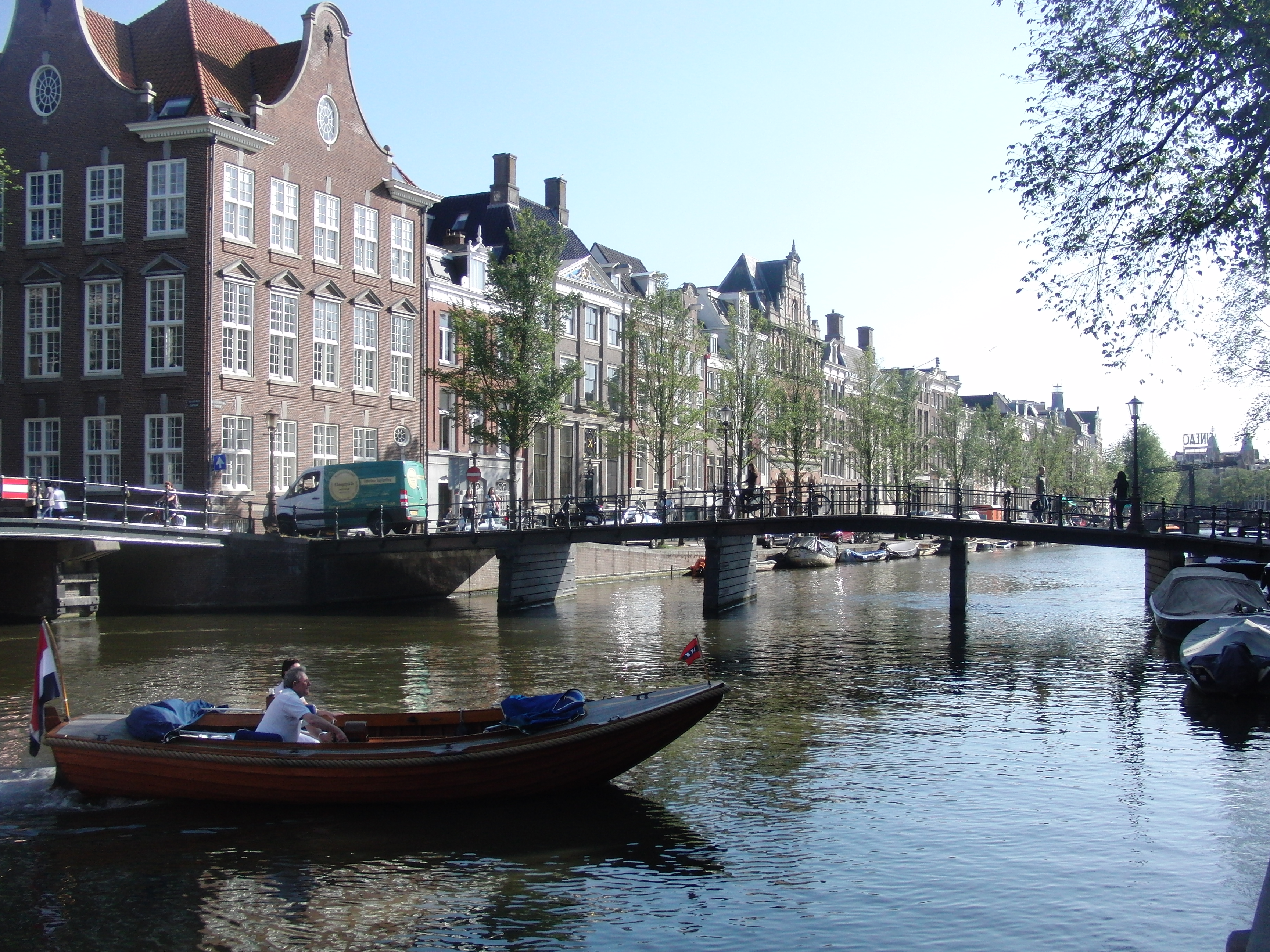
Mitte des Kloveniersburgwals mit Brücke 223 Oost-Indische Huisbrug, links Brücke 225 Seraphina van Braziliëbrug über die Raamgracht

Der ehemalige Stadtgraben Kloveniersburgwal – im Volksmund auch de Kloof genannt – ist eine der ältesten Amsterdamer Grachten. Er bezeichnet die südöstliche Begrenzung des spätmittelalterlichen Amsterdams. Der Kloveniersburgwal verläuft vom Nieuwmarkt im Norden zur Binnenamstel im Süden und liegt zwischen den Stadtvierteln (niederländisch wijken) Burgwallen-Oude Zijde im Westen und Nieuwmarkt/Lastage im Osten.

## Name
Der Name Kloveniersburgwal geht zurück auf die nach dem von ihr gebrauchten Musketen-Typ Kloveniers genannte Amsterdamer Schützengilde. Mitglieder der Gilde sind auf dem als Rembrandts Hauptwerk gerühmten Gemälde Die Nachtwache dargestellt. Die Kloveniers versammelten sich in den Kloveniersdoelen am Kloveniersburgwal Ecke Nieuwe Doelenstraat. Später hing dort auch Die Nachtwache – ihr Gruppenporträt.

## Geschichte
Der Kloveniersburgwal bildete Ende des 15. Jahrhunderts zusammen mit dem Singel und der Geldersekade den anfangs auch Stedegracht genannten hufeisenförmigen Amsterdamer Stadtgraben. Im Jahre 1481 wurde der Kloveniersburgwal auf seiner stadtzugewandten  Westseite mit einer Stadtmauer und drei kleinen und einem großen – Swych Utrecht genannten – Turm befestigt. Angrenzend an die Mauer lagen vornehmlich Gärten mit Streuobstwiesen, das Bethaniënklooster und das Sint-Paulusbroederklooster – was auf der Vogelschau-Karte von Amsterdam von Cornelis Anthonisz. aus dem Jahr 1544 gut erkennbar ist. Nachdem neue Verteidigungswerke errichtet worden waren, ging der Kloveniersburgwal seiner ursprünglichen Funktion der Verteidigungsgracht verlustig. Die Stadtmauer wurde geschleift und an ihrer Stelle Wohnhäuser erbaut.
Im Zweiten Weltkrieg war der Kloveniersburgwal die südwestliche Abgrenzung des von Hitlerdeutschland eingerichteten Amsterdamer Ghettos Jodenbuurt (deutsch Judenviertel). In diesem Gebiet zwischen Geldersekade, Nieuwmarkt, Kloveniersburgwal, Waterlooplein, Valkenburgerstraat, Rapenburgwal und Waalseilandsgracht lebten zu jener Zeit über 25.000 jüdische Menschen.
Die 1985 gegründete Stiftung De Rode Draad befand sich seit 1987 am Kloveniersburgwal – in unmittelbarer Nähe zum Rotlichtviertel De Wallen. De Rode Draad setzte sich für die Rechte der Amsterdamer Prostituierten ein. Die Stiftung wurde 2012 wegen Insolvenz geschlossen.

## Einzelne Gebäude

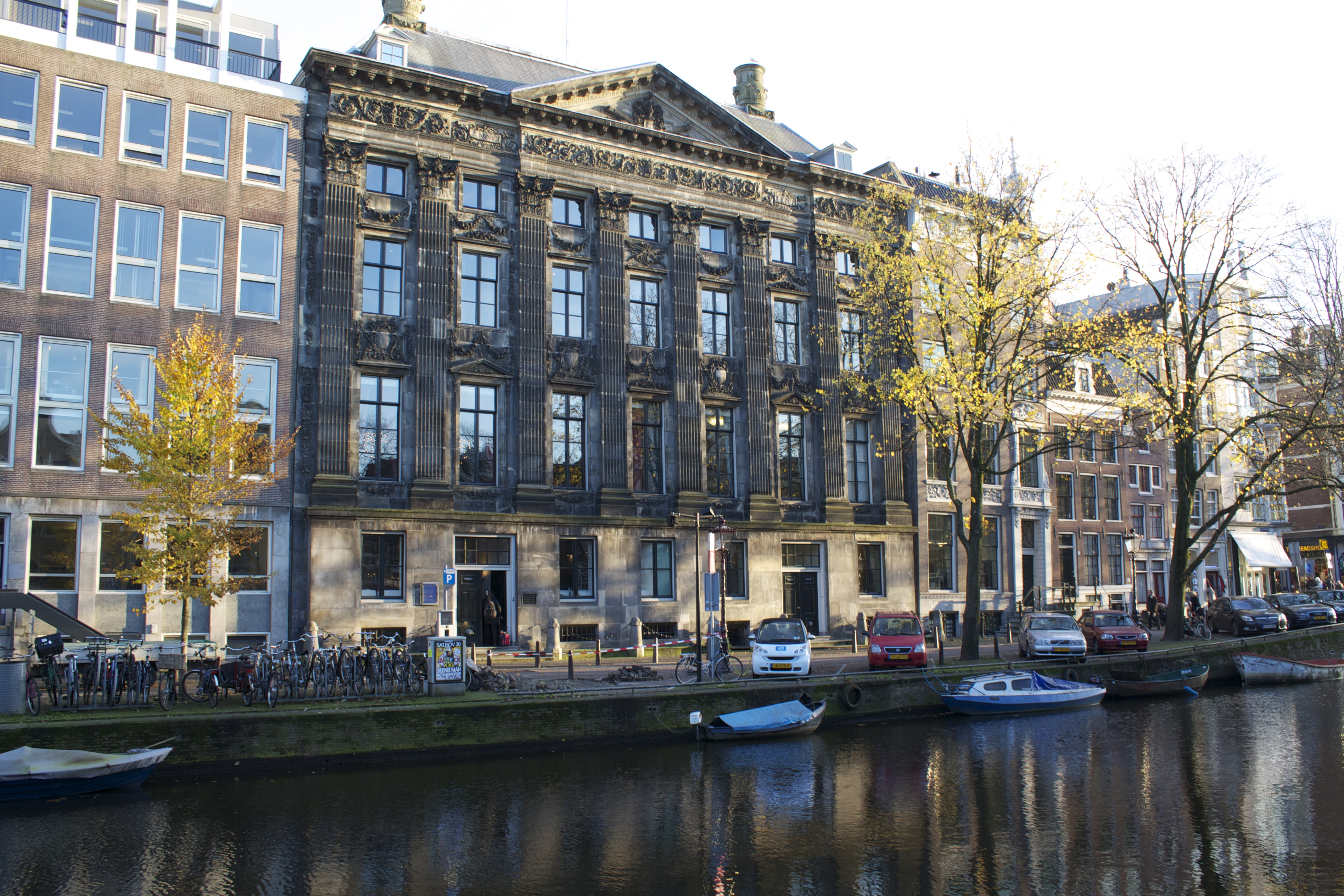
Trippenhuis, Kloveniersburgwal 29 (Foto: 2013)

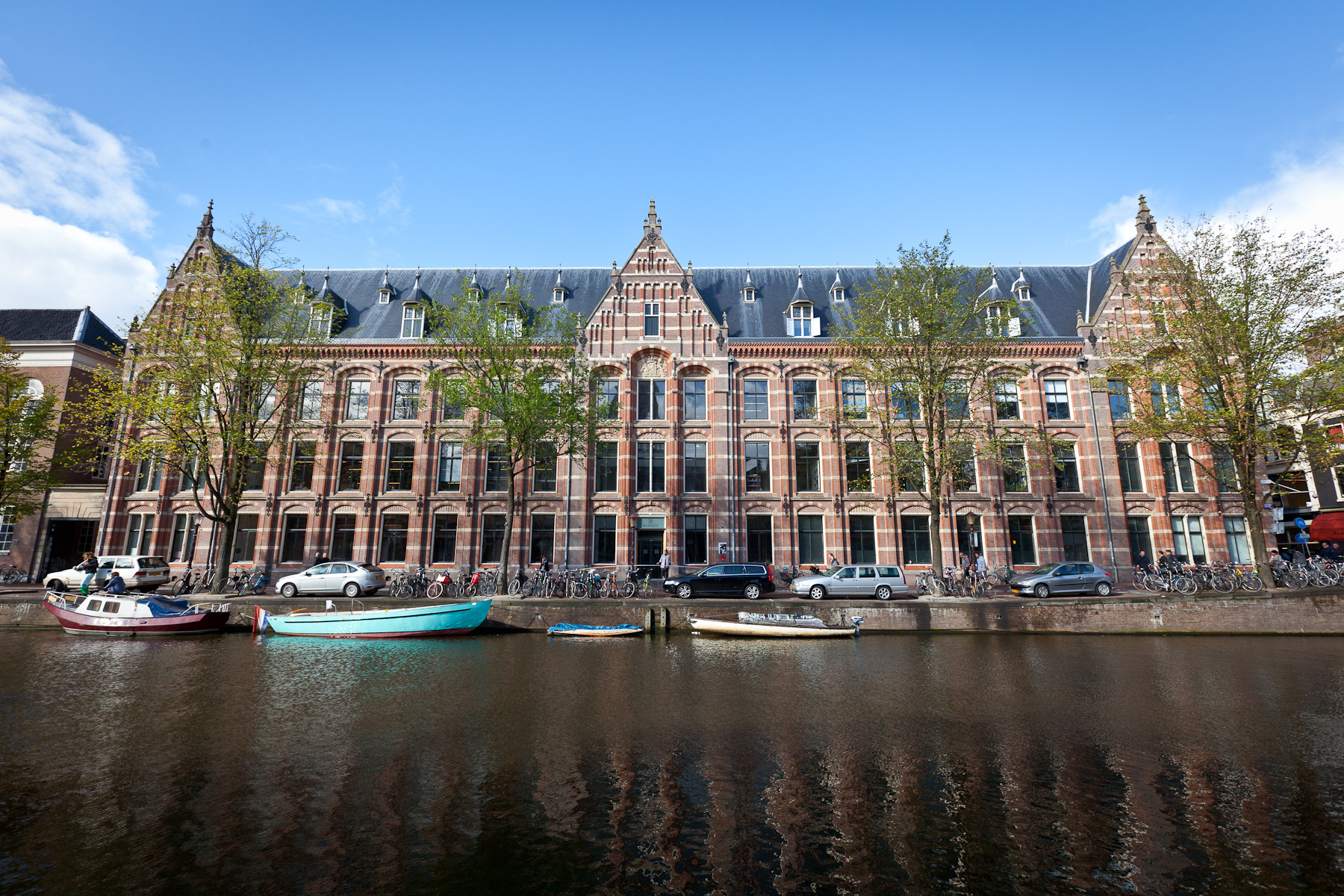
Oost-Indisch Huis, Kloveniersburgwal 48

Am Kloveniersburgwal liegt eine Reihe beachtenswerter Bauwerke:
- Kloveniersburgwal 29: hier steht das palastartige Trippenhuis, erbaut 1660–1662
- Kloveniersburgwal 48: das Oost-Indisch Huis, die ehemalige Zentrale der  Niederländischen Ostindien-Kompanie
- Kloveniersburgwal 50: hier liegt die ehemalige Kirche De Kloof aus dem Jahr 1793, seit 1990 Compagnietheater
- Kloveniersburgwal 56–58: hier findet sich ein Zwillingshaus von zwei schmalen Halsgiebelhäusern aus dem Jahr 1740, 1996 restauriert
- Kloveniersburgwal 72: südlich der Slijkstraat liegt zwischen Kloveniersburgwal und Oudezids Achterburgwal der Gebäudekomplex Oudemanhuisport, ein ehemaliges Altersheim aus dem 17. Jahrhundert[3][4][5]
- Kloveniersburgwal 80: hier befand sich das im Spätmittelalter gegründete ehemalige Krankenhaus Binnengasthuis[6][7]